# Exortae in ista
Exortae in ista, en español, "[Los desórdenes] originados en esa [jurisdicción]", es una carta encíclica del papa Pío IX del 20 de abril de 1876 dirigida a los obispos brasileños, con el fin de denunciar el mal de la masonería, ordenando al episcopado reformar todas las hermandades y eliminar a aquellos que sean miembros masones, en especial en las diócesis de Olinda y Belém do Pará, donde el pontífice aduce que durante el último año se han infiltrado personas pertenecientes a la "secta masónica".